# 糜稜岩

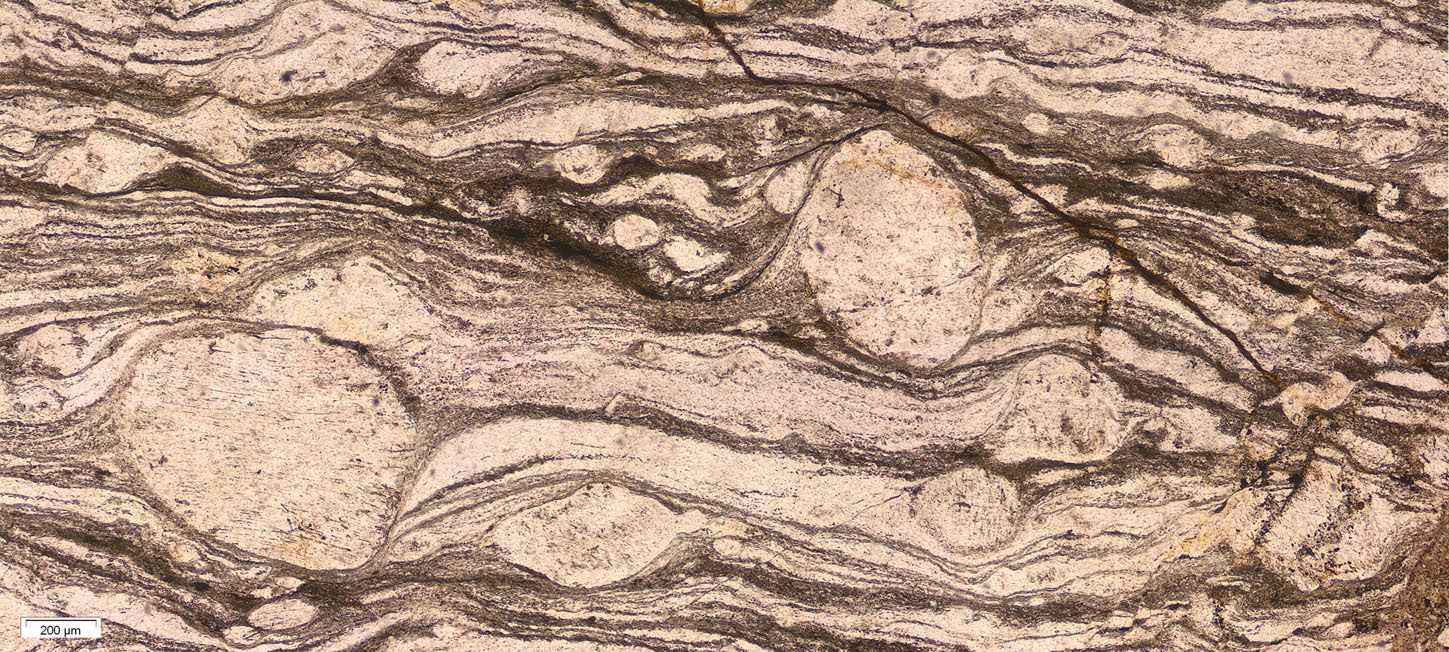
含眼球状碎斑的糜稜岩结构

具有糜棱结构的岩石称为糜稜岩（Mylonite），又名磨嶺岩、磨變岩、糜嶺岩、磨爛岩。糜稜岩是一种变质岩，原岩经过强烈挤压，破碎后形成细粒，是一种动力变质岩石，粒度一般小于0.5毫米，但有时也含有少量比较粗的原岩碎屑，呈现为凸镜状定向排列的殘碎斑晶。
糜棱岩是强烈破碎塑性变形作用所形成的岩石。往往分布在断裂带两侧，由于压扭应力的作用，使岩石发生错动，研磨粉碎。糜棱岩的粒度细小，但一般比较均匀，外貌致密，坚硬，需借助显微镜才能分辨颗粒轮廓。
糜棱岩常由花岗岩和砂岩类岩石形成，所以主要矿物成分是石英和长石，并常被压扁、拉长，石英碎粒还可出现平行光轴的波状消光带。在磨碎的基质中有时残留有稍大的石英、长石单个晶粒（或碎屑），或由两者集合构成的“眼球状体”。眼球体中同样可见波状消光和解理双晶纹的弯曲。
糜棱岩常具条带状和纹层状构造，条带和纹层的形成系由矿物成分、颜色、颗粒大小等差别造成的。糜棱岩也常见一部分新生矿物出现，如绿泥石、绢云母、多硅白云母、绿帘石、滑石、蛇纹石等。这些矿物常作定向排列，致使条带构造更趋明显。